# Pan Rożnowa
Pan Rożnowa – powieść poetycka autorstwa Józefa Szujskiego.
Według informacji zawartej w przypisach do wydania z 1985 r., powieść ta została po raz pierwszy wydana w piśmie Dziennik Literacki 22-29 z 1858 roku.
Akacja toczy się w Rożnowie, koło Nowego Sącza, w niewielkim zamku, położonym nad Dunajcem. Zamek wybudowany został i należał do Sulisława Rożena.
Powieść, opowiada o historii małżeństwa dziedzica zamku, z Bolechną, córką starosty. Pan, który w zaawansowanym już wieku, wziął za żonę młodą dziewczynę, z zazdrości i zawiści, o panów na Tropsztynie, sąsiednich dziedziców, uwięzia swą żonę. Dochodzi do najazdu na zamek.
Na końcu, dołączony został przez autora, epilog dedykacyjny do Marcela Żuka Skarszewskiego, z datą: wrzesień 1857 r., brak innych danych dotyczących daty powstania utworu.
W 150 rocznicę urodzin autora, utwór został wydany przez Sądecką Oficynę Wydawniczą.